# NGC 3945
NGC 3945 é uma galáxia lenticular (SB0) localizada na direcção da constelação de Ursa Major. Possui uma declinação de +60° 40' 31" e uma ascensão recta de 11 horas, 53 minutos e 13,4 segundos.
A galáxia NGC 3945 foi descoberta em 19 de Março de 1790 por William Herschel.